# Pedro López (médico)
 Pedro López (médico), (Dueñas, Castilla, España, 1527 - Ciudad de México, 1597).

## Biografía
Pedro López  nació en Dueñas, pequeña localidad cercana a Palencia, en 1527. Casado con Juana de León, obtuvo el grado de Licenciado en Medicina en la Universidad de Valladolid (Castilla). Cruzó el Atlántico para atender a los ruegos de su hermana, que había enviudado en México, dejando a su mujer a la custodia del cuñado. Llegado a Nueva España, y tras atender a su hermana, convalidó el grado de Licenciado y obtuvo el de Doctor en Medicina en 1553 en la Universidad de México, donde participó activamente en los exámenes de licenciados y doctores. Consiguió una cierta estabilidad económica y pudo hacer que su mujer se trasladara a México. Tuvo seis hijos, dos de ellos sacerdotes.
Dan fe de su inserción social su pertenencia al Cabildo de la ciudad, y los distintos cargos que ostentó, como el de Protomédico (encargado de supervisar las boticas, farmacias y el ejercicio profesional de médicos, barberos y parteras).
Entre mayo de 1570 y agosto de 1571 López sufrió un proceso ante la Inquisición, siendo denunciante Juan Gutiérrez Aguilar. Se le acusaba de tener algunas imágenes de santos en lugares sucios e indecentes. Las pruebas resultaron infundadas y el proceso quedó inconcluso, sin que se llegara a dictar sentencia. López superó la vergüenza social de sufrir un proceso inquisitorial (aunque sin sentencia) y continuó con sus iniciativas.
Es sobre todo conocido por la fundación  de los hospitales de San Lázaro (1572) para leprosos y de los Desamparados (1582), dirigido a mestizos y afroamericanos. Se trataba de dos prioridades médicas de la capital del virreinato. Por un lado, los leprosos, aunque no numerosos, carecían de institución hospitalaria específica. Y por otro, López configuró el de los Desamparados como lugar de cura y asistencia para los que no tuvieran hospital donde dirigirse. En la práctica los pacientes fueron mestizos y negros, además de españoles pobres. En el hospital de los Desamparados estableció una cofradía de señoras para atender un torno para recoger niños expósitos, que de otra manera eran comidos por los perros en las calles. Puede ser la primera institución de este tipo en América.
Tuvo diversas comunicaciones con la Santa Sede, con motivo de la petición de indulgencias para diversas cofradías o para mejorar el canto litúrgico de la catedral de México. Fue amigo de Fray Bernardino Álvarez, fundador de la Orden de los Hipólitos, encargada de la atención de los dementes. Mantuvo relaciones estrechas con la Orden de Santo Domingo, a cuyo convento de la Ciudad de México acudía frecuentemente para curar a los frailes.
En 1585 se celebró el Tercer Concilio de México, que pidió a todos los fieles enviar peticiones o memoriales sobre las cuestiones consideradas de interés para tratar en la asamblea. Pedro López envió diversos memoriales. Entre otros temas, solicitó la creación de una cofradía para catequizar a los afroamericanos de la ciudad; se interesó por la mejora del canto litúrgico; criticó algunos abusos por parte del clero; se mostró contrario al comercio los días de fiesta; pidió que la fiesta de San Roque fuera considerada de precepto; se preocupó sobre  la ética del comercio de la plata, generada por las rutas comerciales entre la capital y los centros mineros del Norte (Zacatecas, etc).
En su testamento alude, entre otras cosas, a su fe católica, a su familia y a las diferentes personas que le habían nombrado albacea. Es un ejemplo de integración social de médicos peninsulares en la sociedad mexicana.